# Lampides boeticus
Lampides boeticus là một loài bướm ngày thuộc họ Bướm xanh được tìm thấy ở châu Âu, châu Phi, phía nam và đông nam châu Á và Úc. Sải cánh dài 24–32 cm ở con đực và 24–34 cm ở con cái. 

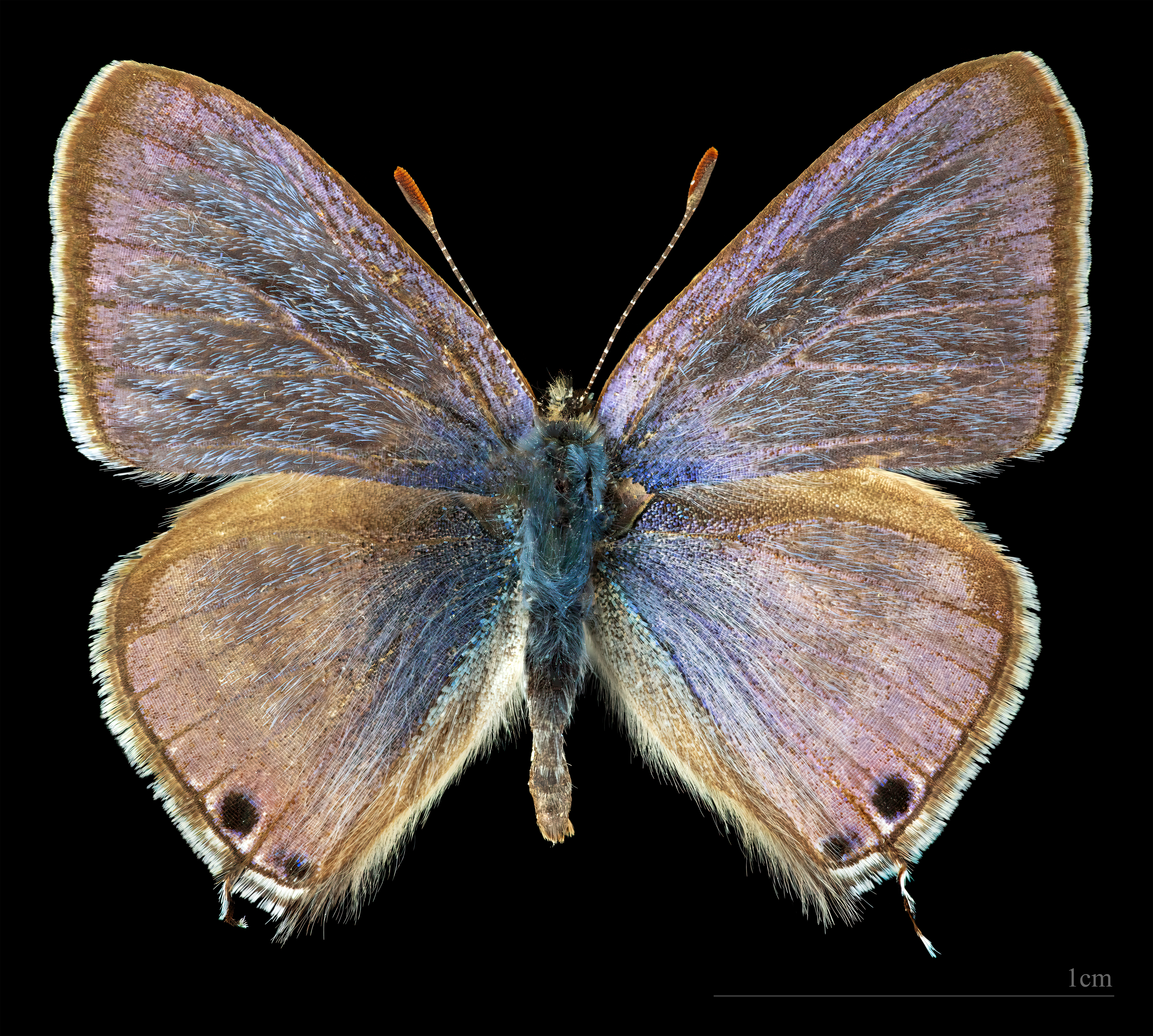
Lampides boeticus ♂
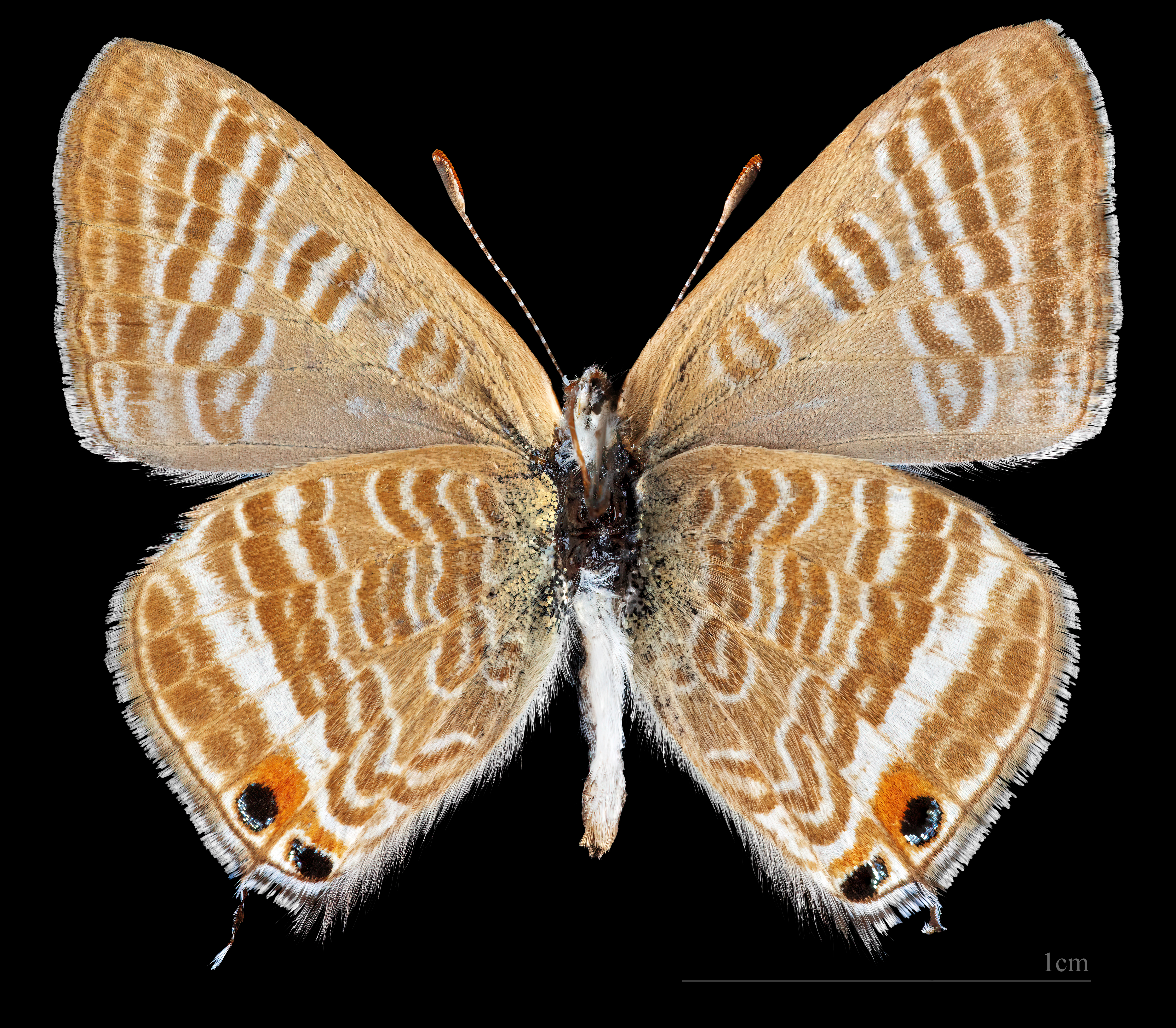
Lampides boeticus ♂  △

Ấu trùng ăn hoa, hạt và quả của nhiều loài Fabaceae, bao gồm cả Medicago, Crotalaria, Polygala, Sutherlandia, Dolichos, Cytisus, Spartium và Lathyrus species. Loài này cũng được ghi nhận trên Crotolaria pallida 

## Hình ảnh

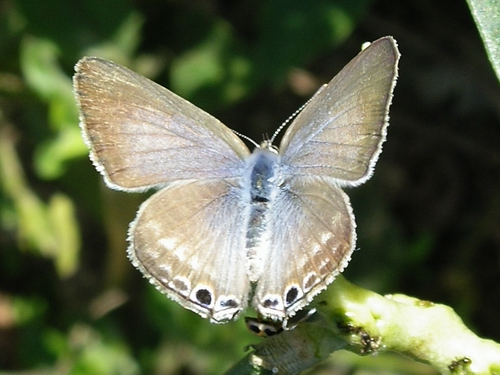
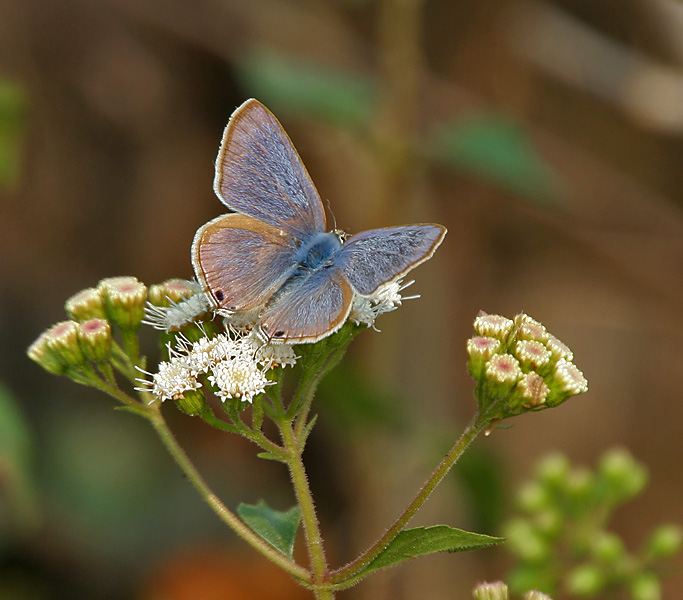
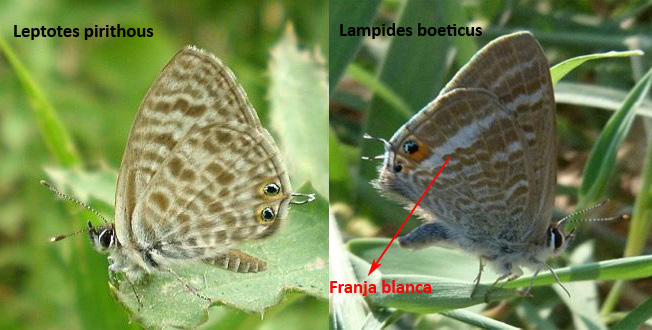
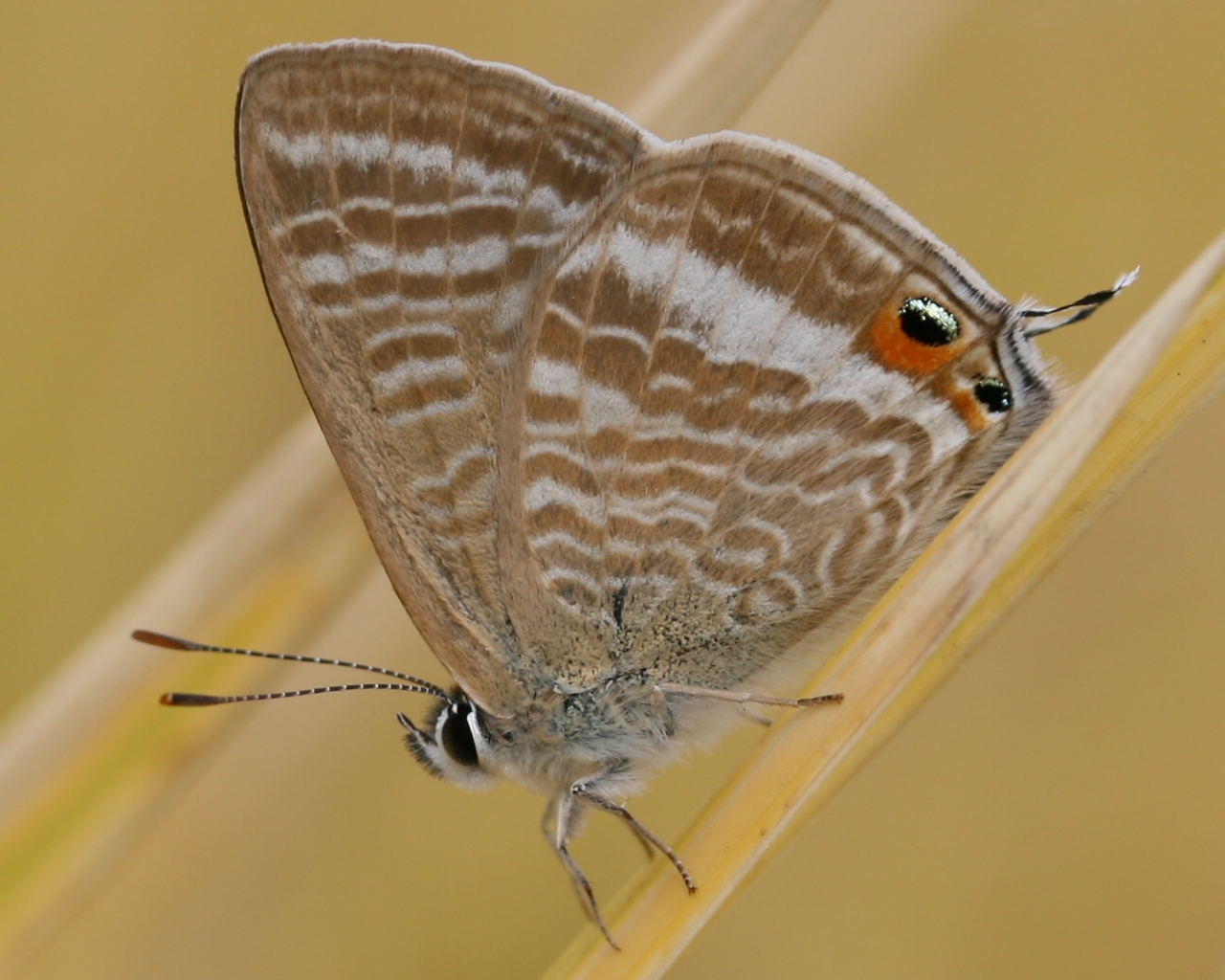
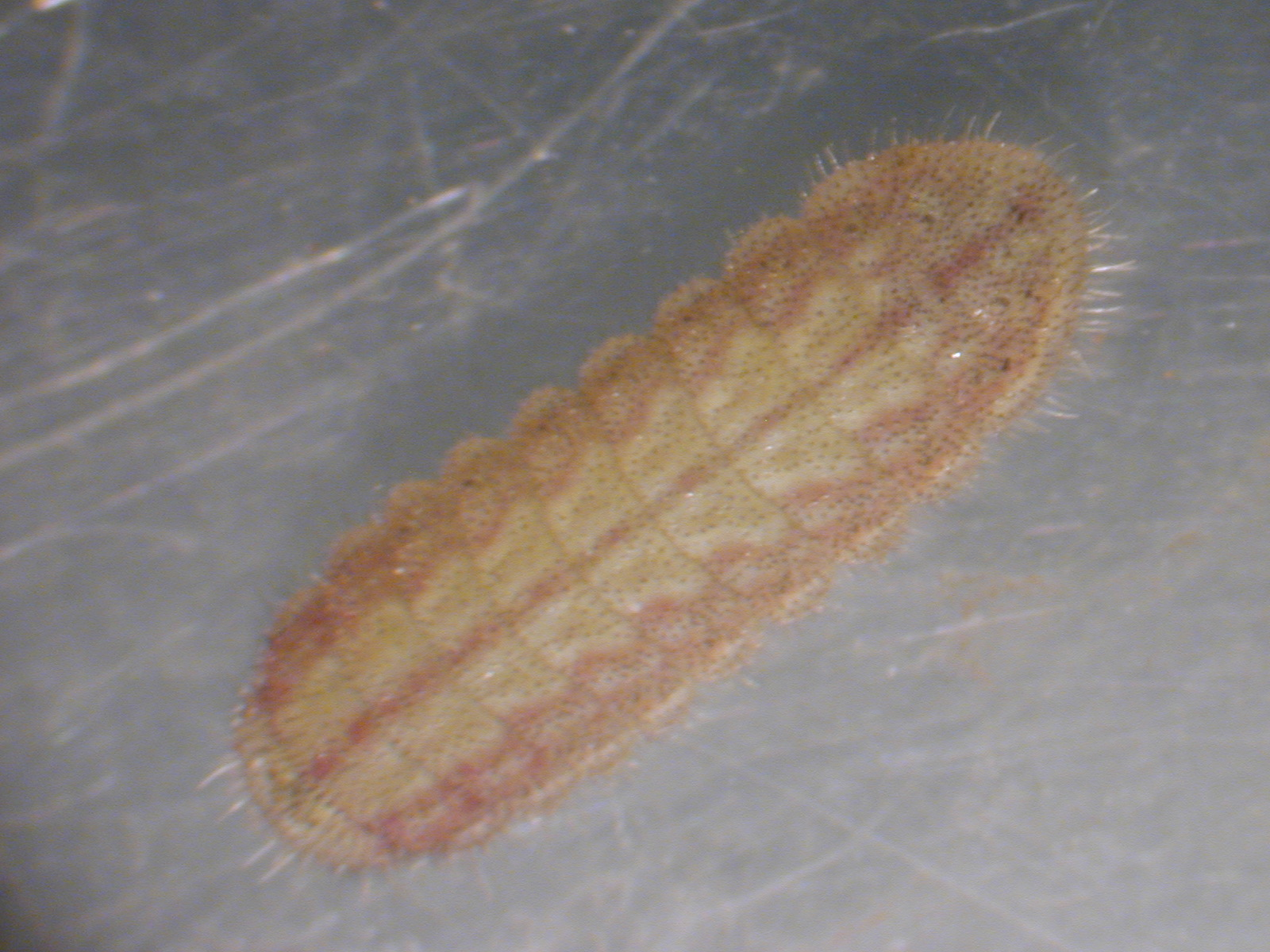
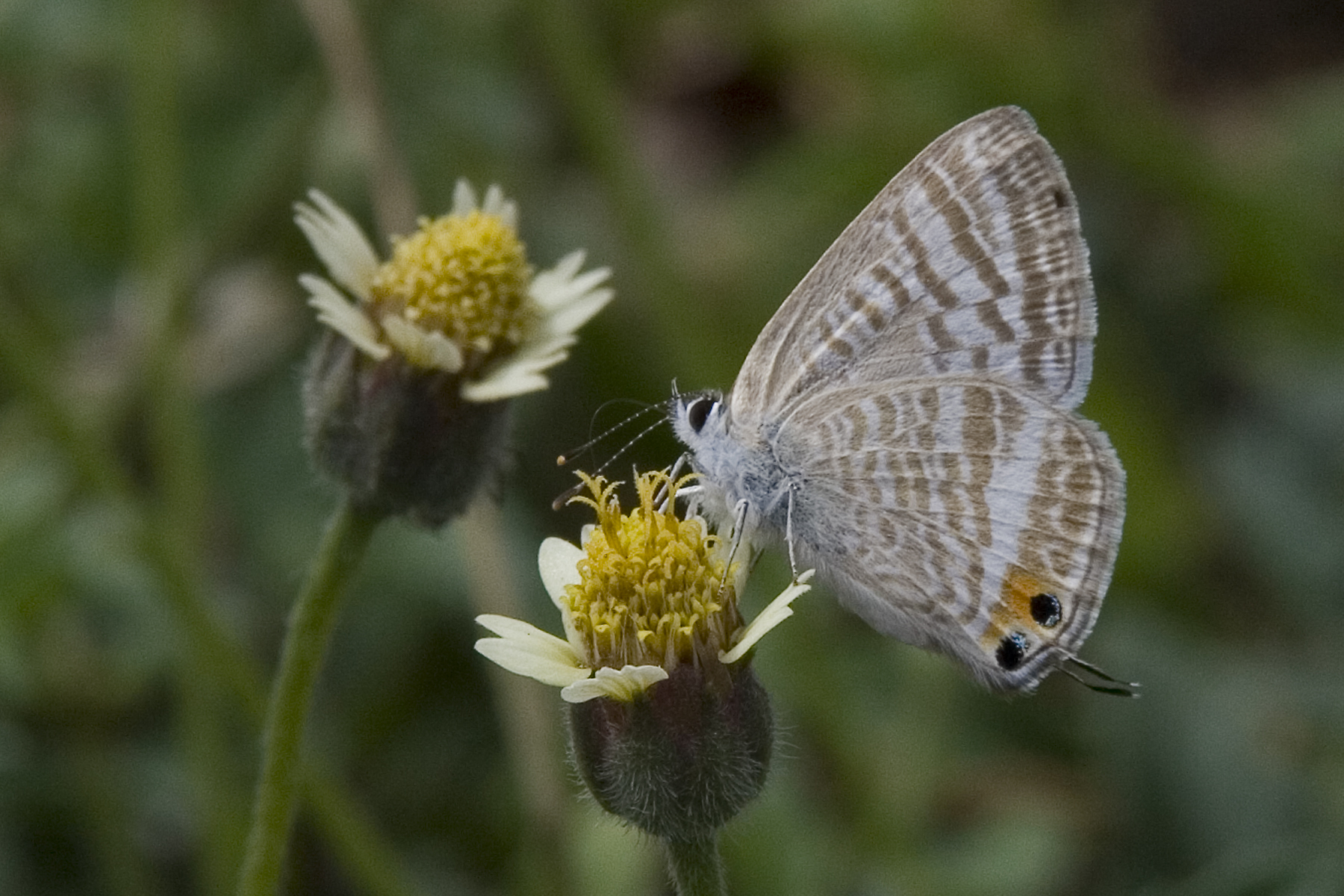